# Bozhüyük, İhsaniye
Bozhüyük là một thị trấn thuộc huyện İhsaniye, tỉnh Afyonkarahisar, Thổ Nhĩ Kỳ. Dân số thời điểm năm 2011 là 1.886 người.